# William J. Coyle

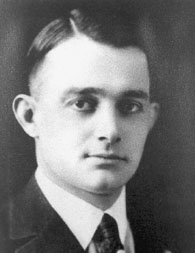
William J. Coyle

William Jennings Coyle (* 18. März 1888 in Sutter Creek, Amador County, Kalifornien; † 10. Januar 1977 in Seattle, Washington) war ein US-amerikanischer Politiker. Zwischen 1921 und 1925 war er Vizegouverneur des Bundesstaates Washington. 

## Werdegang
William Coyle studierte nach der Seattle High School an der University of Washington Jura. Er spielte auch erfolgreich im Footballteam der Universität. Nach seinem Jurastudium und seiner Zulassung als Rechtsanwalt arbeitete er zwischen 1912 und 1917 in diesem Beruf. Außerdem war er in den Jahren 1913 und 1915 bei der Verwaltung der Washington State Legislature als Reading Clerk angestellt. Während des Ersten Weltkrieges diente er als Infanterist in der United States Army. Dabei stieg er bis zum Hauptmann auf. Für seine militärischen Leistungen wurde er mit dem Distinguished Service Cross ausgezeichnet. Nach dem Krieg war Coyle im Automobilhandel tätig. Im Jahr 1922 gründete er die Firma Coyle Woodruff Company, die 1924 in Wee Coyle Motor Co. umbenannt wurde. Von 1928 bis 1953 war er neben seinen anderen Tätigkeiten auch Manager des Seattle Civic Auditorium.
Politisch schloss sich Coyle der Republikanischen Partei an. 1920 wurde er an der Seite von Louis F. Hart zum Vizegouverneur von Washington gewählt. Dieses Amt bekleidete er zwischen 1921 und 1925. Dabei war er Stellvertreter des Gouverneurs und Vorsitzender des Staatssenats. Nach dem Ende seiner Zeit als Vizegouverneur ist er politisch nicht mehr in Erscheinung getreten. Er starb am 10. Januar 1977 in Seattle.